# Eugaurax insularis
Eugaurax insularis är en tvåvingeart som beskrevs av Malloch 1913. Eugaurax insularis ingår i släktet Eugaurax och familjen fritflugor. Inga underarter finns listade i Catalogue of Life.